# Vancouver

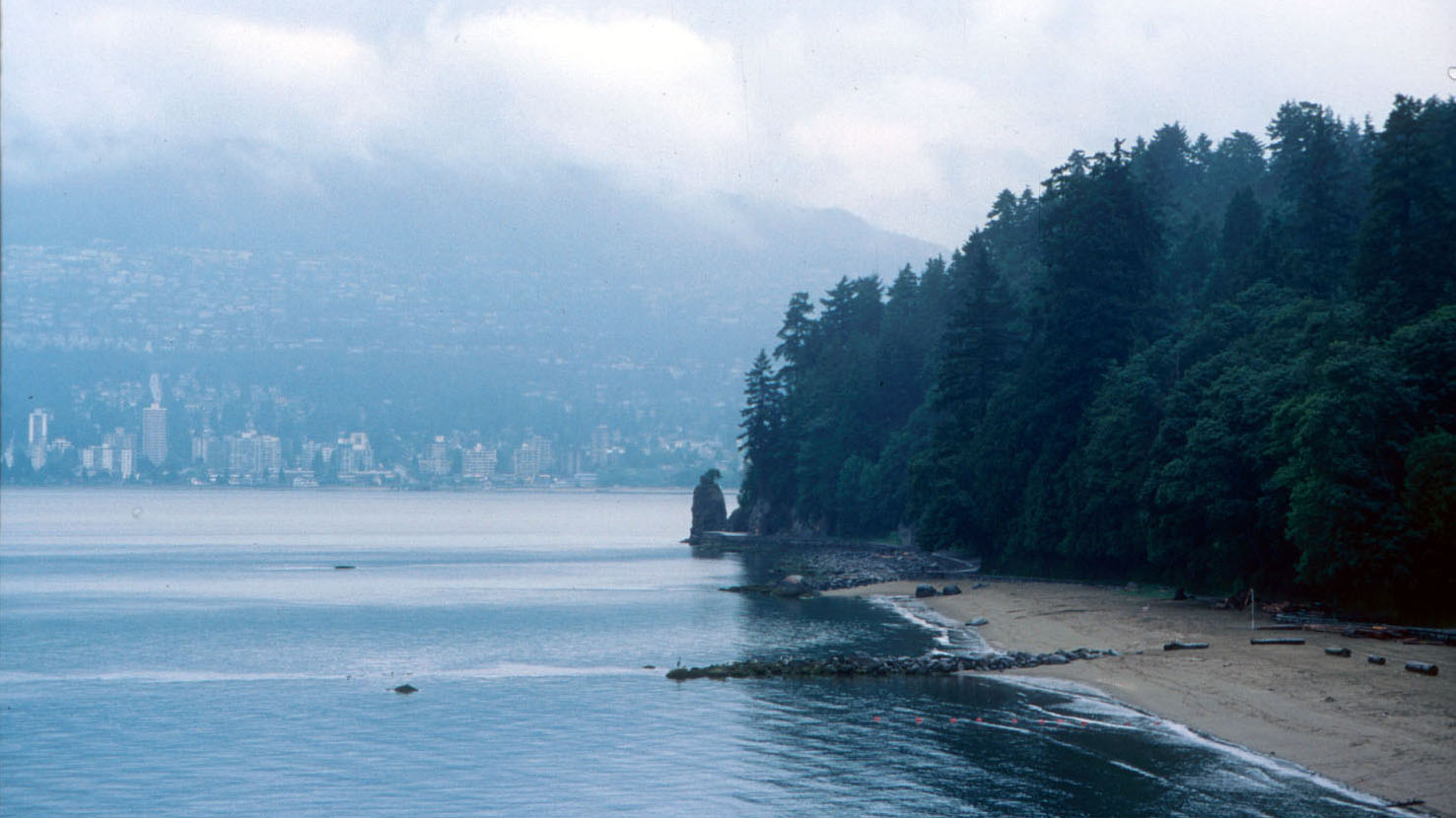
Stanley Park op een regenachtige dag

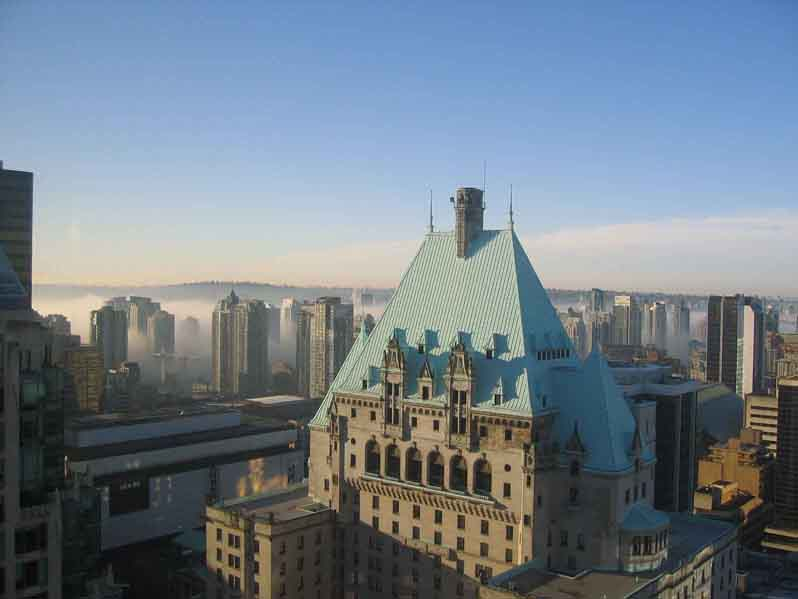
Een mistige dag in Downtown Vancouver

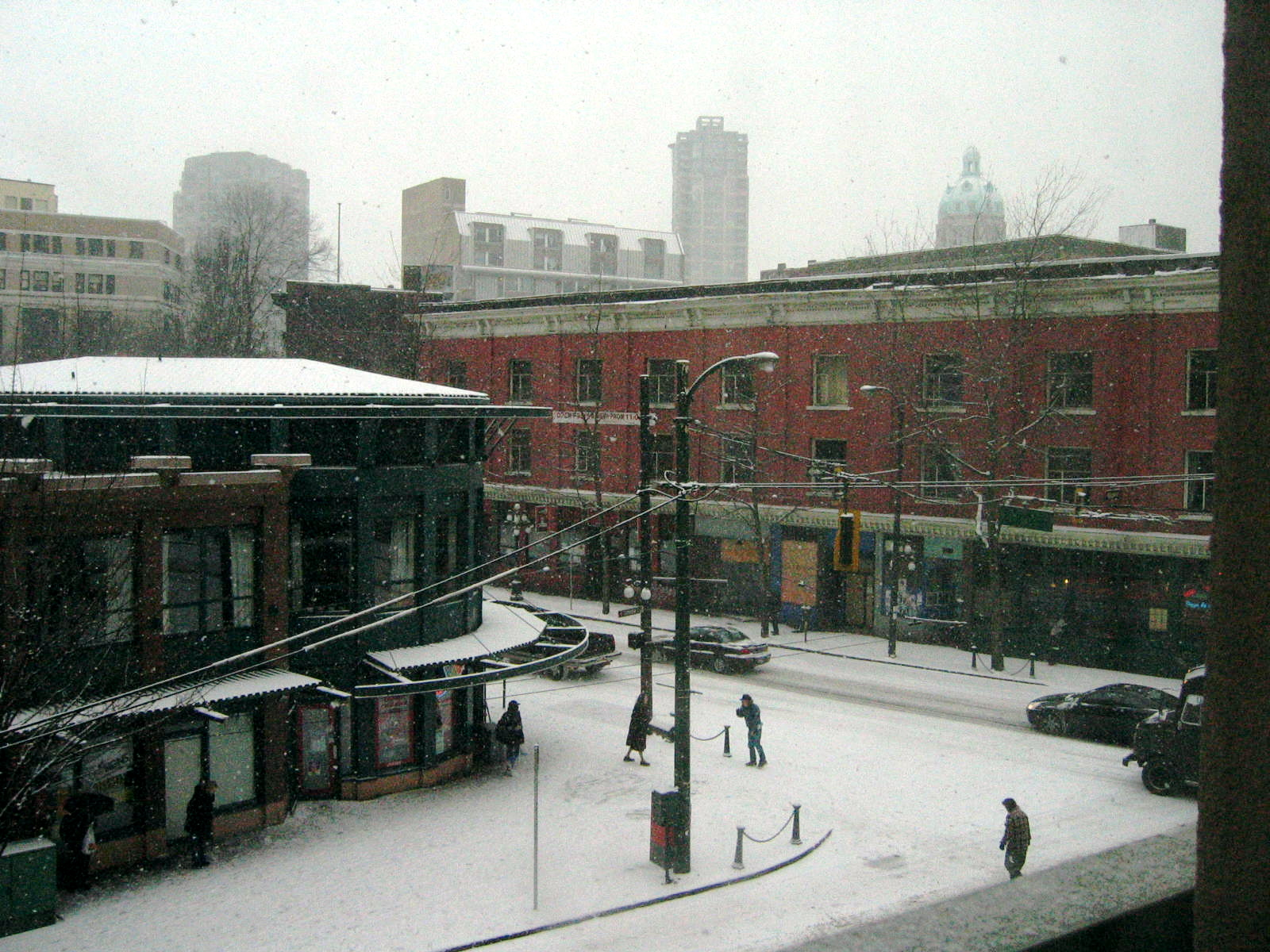
De historische wijk Gastown in de winter

Vancouver is een stad in Canada, het is het centrum van de gelijknamige agglomeratie en veruit de grootste bevolkingsconcentratie van de provincie Brits-Columbia. De stad ligt aan de Straat van Georgia, een deelzee van de Grote Oceaan. Een inwoner van Vancouver wordt in het Engels een "Vancouverite" genoemd. De stad is vernoemd naar de Engelse kapitein George Vancouver, een nazaat uit het Nederlandse adellijke geslacht Van Coeverden. Hij verkende grote delen van British Columbia in de achttiende eeuw.
De stad heeft een inwonertal van 631.486 (in 2016), en in de agglomeratie wonen 2.313.328 mensen. Verwacht wordt dat dit aantal in 2020 zal zijn gestegen naar 2.600.000. De haven van Vancouver is een van de belangrijkste ter wereld. Door de lage productiekosten is het ook de derde stad van Noord-Amerika als het gaat om de filmindustrie, na Los Angeles en New York. Hierdoor wordt Vancouver soms ook wel Noord Hollywood genoemd. 
In 2005 was Vancouver de op een na duurste stad van Canada, na Toronto, en nam het de 56e plek in op de wereldranglijst in dezelfde categorie. De stad staat bekend om haar hoge levenskwaliteit. Sinds december 2018 is Kennedy Stewart de burgemeester van Vancouver.

## Geschiedenis
Volgens archeologisch onderzoek werd Vancouver 4500-9000 jaar geleden al bewoond door de inheemse bevolking. De kustlijn, die tegenwoordig Point Grey heet, werd als eerst verkend door de Spanjaard José María Narváez in het jaar 1791, hoewel weleens wordt gedacht dat Francis Drake de streek al in 1579 aandeed. De stad is vernoemd naar de Engelse kapitein George Vancouver, die in 1792 de streek aandeed en grote delen van British Columbia verkende, waaronder de Burrard Inlet en veel van deze plekken een Engelse naam gaf.
De handelsreiziger Simon Fraser van de handelsmaatschappij North West Company was in 1808 waarschijnlijk de eerste die de locatie van de huidige stad bezocht. De 'gold rush' van 1858-1859 bracht naar schatting 25.000 mannen uit Californië naar de Fraser River en naar het gebied waar nu Vancouver ligt. Tot en met 1870 was de plek echter bekend als "Granville Island" en zestien jaar later kreeg de stad pas de officiële naam Vancouver; op 6 april 1886 kreeg het officieel ook een stadstatus. Op 13 juni van datzelfde jaar woedde ook de Great Vancouver Fire, die een deel van de stad verwoestte.
In de jaren 80 van de 19e eeuw kreeg de stad een verbinding met het oosten van het land dankzij de aanleg van de Canadian Pacific Railway. De CPR eindigde in het Waterfront Station, waardoor de ernaast gelegen stadswijk Gastown een impuls kreeg. In deze periode werd Vancouver een permanent bewoonde stad; zo vervijfvoudigde de stad in de periode vanaf 1881 tot 1911.
De familie Vancouver kwam oorspronkelijk uit Nederland en heette daar Van Coevorden. Indirect is Vancouver dus vernoemd naar de Drentse plaats Coevorden. Dit feit werd in 1986 gevierd met een bezoek van een delegatie Coevordenaren en het Coevorder Mannenkoor aan Vancouver. Voor die gelegenheid werd in Vancouver een replica van het Kasteel van Coevorden op schaal 1:3 nagebouwd in het centrum van Vancouver.
In de begindagen van de stad leunde Vancouver vooral op grote bedrijven, zoals de CPR en de goudmijnen. Langzaamaan kwamen echter de lokale economieën op gang, waaronder het gebruik van de natuurlijke eigenschappen van de omgeving. Vooral de ligging aan zee zou later zeer waardevol zijn. In de jaren 30 van de 20e eeuw werd de haven van Vancouver haar grootste economische sector. Door de Grote Depressie in dezelfde tijd werd ook Vancouver zeer zwaar geraakt.
Het uitbreken van de Tweede Wereldoorlog zorgde er echter voor dat Vancouver een grote economische impuls kreeg dankzij grote orders van onder andere de Royal Canadian Navy en Boeing.
Na de oorlog opende in 1957 de Oak Street Bridge over de Fraser River, terwijl een jaar later de laatste tram uit het straatbeeld verdween. In de jaren 60 openden twee nieuwe universiteiten, British Columbia Institute of Technology en de Simon Fraser-universiteit.
In 1979 verving het Pacific Central Station het oude Waterfront Station als eindpunt voor de CPR. Het Waterfront Station werd omgebouwd voor de SeaBus en de SkyTrain. Het eerste overdekte stadion van Canada, het BC Place Stadium, werd in 1983 geopend. Drie jaar later werd de Expo 86 in onder andere Canada Place en Plaza of Nations gehouden. Het is tot op heden de laatste wereldtentoonstelling in Noord-Amerika geweest en was met ruim 22 miljoen bezoekers een succes. 

## Geografie

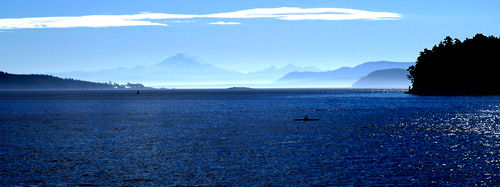
Straat van Georgia

Vancouver ligt aan de Straat van Georgia, een deelzee van de Grote Oceaan die grenst aan het Vancouvereiland. De stad ligt in de UTC−8-tijdzone en in de Pacifisch Maritieme Ecozoneregio. De stad ligt op het Burrard Schiereiland, tussen de Burrard Inlet aan de noordkant en de Fraser rivier aan de zuidkant. Vancouver ligt niét op Vancouver Island, zoals door sommigen wordt gedacht. De stad staat wereldwijd bekend om de spectaculaire natuur in de directe omgeving en beschikt over een van de grootste stadsparken van Noord-Amerika; Stanley Park. Op zeer kleine afstand van Vancouver ligt de bergketen "North Shore Mountains" die op zonnige dagen voor goede uitzichten zorgt, zelfs vanuit downtown Vancouver. Ook de meestal ondergesneeuwde vulkaan Mount Baker is vaak goed te zien. De stad ligt 971 kilometer ten zuidwesten van Calgary en 228 kilometer ten noorden van de Amerikaanse stad Seattle.

### Buurten

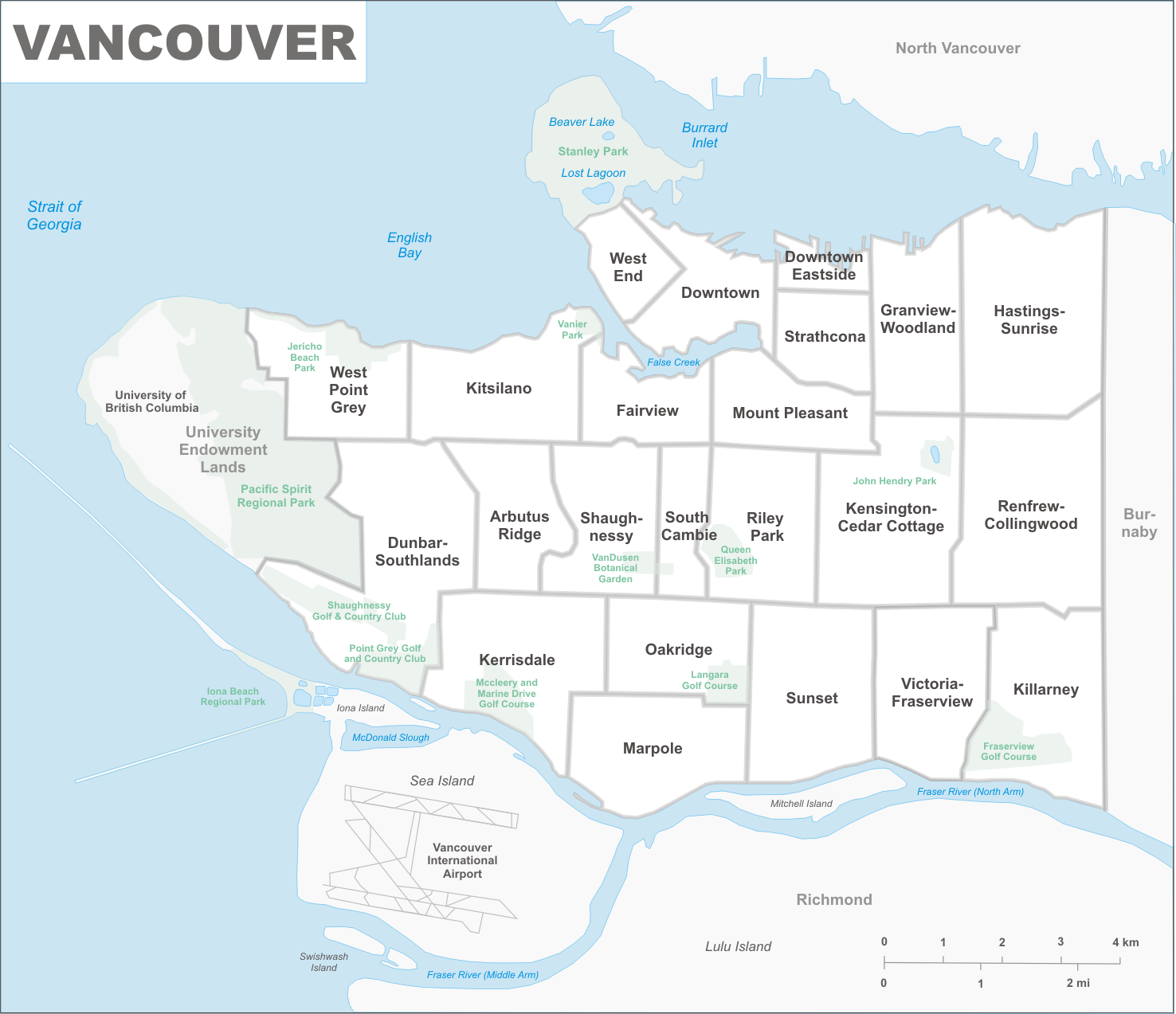
Kaart van buurten in Vancouver

Vancouver is onderverdeeld in 23 stadsdistricten, die neighbourhoods worden genoemd:
| - Arbutus Ridge - Downtown - Downtown Eastside - Dunbar-Southlands - Fairview - Granview-Woodland - Hastings-Sunrise - Kensington-Cedar Cottage - Kerrisdale - Killarney - Kitsilano - Marpole | - Mount Pleasant - Oakridge - Renfrew-Collingwood - Riley Park - Shaughnessy - South Cambie - Strathcona - Sunset - Victoria-Fraserview - West End - West Point Grey |

### Klimaat

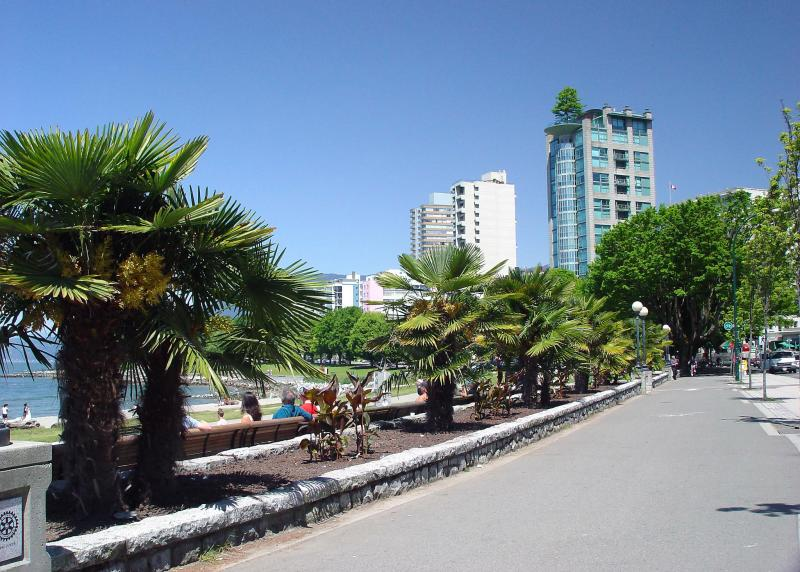
Winters in Vancouver zijn zodanig mild dat er palmen groeien

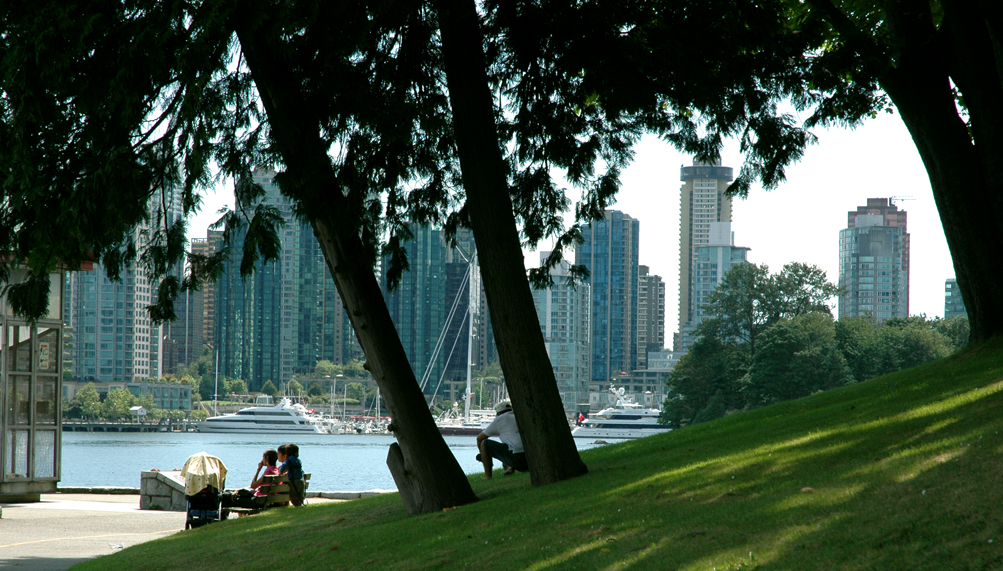
Door het gematigd zeeklimaat in hun stad brengen Vancouverites veel tijd door in de buitenlucht

Vancouver heeft een gematigd klimaat, en is mild voor Canadese begrippen. De stad heeft geen extreem koude winters zoals Calgary of Montréal. Per jaar daalt de minimumtemperatuur 46 dagen onder het vriespunt, en slechts twee dagen per jaar onder de −10 graden Celsius. De gemiddelde jaarlijkse neerslag is 1588 mm. De zomermaanden zijn over het algemeen zonnig en droog, met een gemiddelde maximumtemperatuur van 22 graden in juli en augustus. Sneeuw is geen typisch weerbeeld van Vancouver, gemiddeld valt er elf dagen per jaar sneeuw.
| Maand                                    | jan   | feb   | mrt   | apr   | mei  | jun  | jul  | aug  | sep  | okt   | nov   | dec   | Jaar    |
| ---------------------------------------- | ----- | ----- | ----- | ----- | ---- | ---- | ---- | ---- | ---- | ----- | ----- | ----- | ------- |
| Hoogste maximum (°C)                     | 15,6  | 16,4  | 19,1  | 23,9  | 32,7 | 30,0 | 31,7 | 31,7 | 28,5 | 24,2  | 17,0  | 15,0  | 32,7    |
| Gemiddeld maximum (°C)                   | 6,8   | 8,4   | 10,6  | 13,5  | 16,8 | 19,6 | 22,0 | 22,3 | 19,0 | 13,9  | 9,3   | 6,8   | 14,1    |
| Gemiddelde temperatuur (°C)              | 4,8   | 5,9   | 7,6   | 10,0  | 13,2 | 15,9 | 18,1 | 18,3 | 15,4 | 11,1  | 7,1   | 4,8   | 11,0    |
| Gemiddeld minimum (°C)                   | 2,7   | 3,4   | 4,6   | 6,5   | 9,5  | 12,2 | 14,1 | 14,4 | 11,6 | 8,2   | 4,8   | 2,8   | 7,9     |
| Laagste minimum (°C)                     | −13,3 | −6,7  | −5,0  | −1,1  | 1,1  | 2,8  | 2,8  | 5,0  | 1,7  | −3,2  | −9,9  | −15,6 | −15,6   |
|                                          |       |       |       |       |      |      |      |      |      |       |       |       |         |
| Neerslag (mm)                            | 178,8 | 183,8 | 155,8 | 117,9 | 86,7 | 69,9 | 53,4 | 50,8 | 73,3 | 147,8 | 239,2 | 231,3 | 1.588,6 |
| Bron: Environment Canada (augustus 2010) |       |       |       |       |      |      |      |      |      |       |       |       |         |

### Agglomeratie

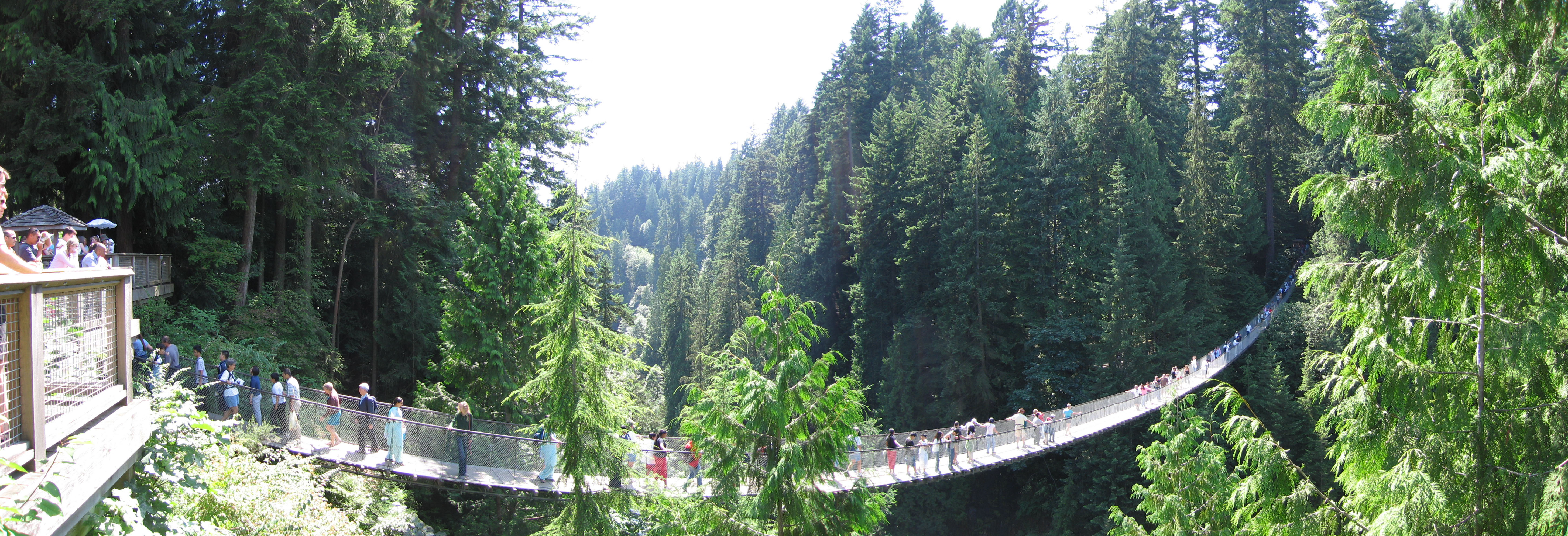
De Capilano Suspension Bridge is een toeristische trekpleister in North Vancouver

De agglomeratie Groot-Vancouver (Greater Vancouver) bestaat uit 21 gemeentes:
| - Village of Anmore - Village of Belcarra - Bowen Island Municipality - City of Burnaby - City of Coquitlam - Corporation of Delta - City of Langley - Township of Langley - Village of Lions Bay - District of Maple Ridge - City of New Westminster | - City of North Vancouver - District of North - District of Pitt Meadows - City of Port Coquitlam - City of Port Moody - City of Richmond - City of Surrey - City of Vancouver - District of West Vancouver - City of White Rock |

## Bevolking
Al in de jaren 1950 en 1960 werden er in de stadskern van Vancouver vele residentiële wolkenkrabbers gebouwd, om op die manier de toekomstige groei aan te kunnen en ruimtetekort te voorkomen. Deze stadsplanning heeft ervoor gezorgd dat Downtown Vancouver een compact en toegankelijk stadshart is geworden, geschikt voor openbaar vervoer, fietsers en wandelaars. Vancouver bestaat uit een aantal verschillende districten, waarvan een aantal een sterk eigen karakter hebben. De grootste etnische minderheid zijn de Chinezen, en de stad heeft een van de meest gevarieerde Chineessprekende bevolkingsgroepen in Noord-Amerika. Vancouvers Chinatown is de op twee na grootste van Noord-Amerika (na die van New York en San Francisco).
Er bestaan nog meer multiculturele wijken zoals Little Italy, Greektown, Japantown en een aantal kleine Koreatowns, ook al worden veel van deze districten tegenwoordig door een zeer gemengde bevolking bewoond. Desondanks worden de straatnamen in sommige districten nog wel in twee talen weergegeven (bijvoorbeeld Engels en Koreaans). Een groot aantal inwoners van Hongkong emigreerde naar de Noord-Amerikaanse westkust en dus ook naar Vancouver, nadat deze Britse kolonie deel van China werd. Hierdoor werd de al aanwezige hoeveelheid immigranten nog sterk verhoogd. Andere Aziatische etnische minderheden die vertegenwoordigd zijn in Vancouver zijn onder andere Vietnamezen, Filipijnen, Zuid-Koreanen en Japanners.
Voor de immigratiegolf uit Hongkong in 1980, was de grootste niet-Britse bevolkingsgroep de inwoners van Duitse afkomst, gevolgd door Oekraïners en personen van Scandinavische afkomst. Ook immigranten uit Zuid-Amerika en Oost-Europa maken deel uit van Vancouvers bevolking, maar zijn niet zo zichtbaar als de Aziatische. Ook al is Vancouver niet compleet vrij van raciale spanning, de vele verschillende bevolkingsgroepen leven behoorlijk harmonieus samen in de stad. Eén kenmerk daarvan is het grote aantal 'gemixte koppels', de enorme populariteit van Sushi en de Thaise keuken onder de niet-Aziatische bevolking, en de vele traditionele feesten van buitenlandse culturen die worden gevierd. Vancouver heeft ook een grote homoseksuele bevolking. De omgeving van Davie Street in Downtown staat ook wel bekend als "Davie Village" door het grote aantal gay restaurants, bars en clubs die daar te vinden zijn. Ook wordt jaarlijks in Vancouver een Gay Pride Parade gehouden.
In 2012 was veertig procent van Vancouverites van Aziatische afkomt.

## Religie
Vancouver heeft een hoog percentage (35%) van niet-religieuze mensen. Dit komt waarschijnlijk door het hoge aantal Chinese Canadezen in de stad. In Amerika is de meerderheid van de Chinese Amerikanen niet-religieus. 8% van de Aziaten is sikh. Het Zuiver Land-boeddhisme is de meest invloedrijke stroming onder boeddhistische Vancouvers.

## Economie

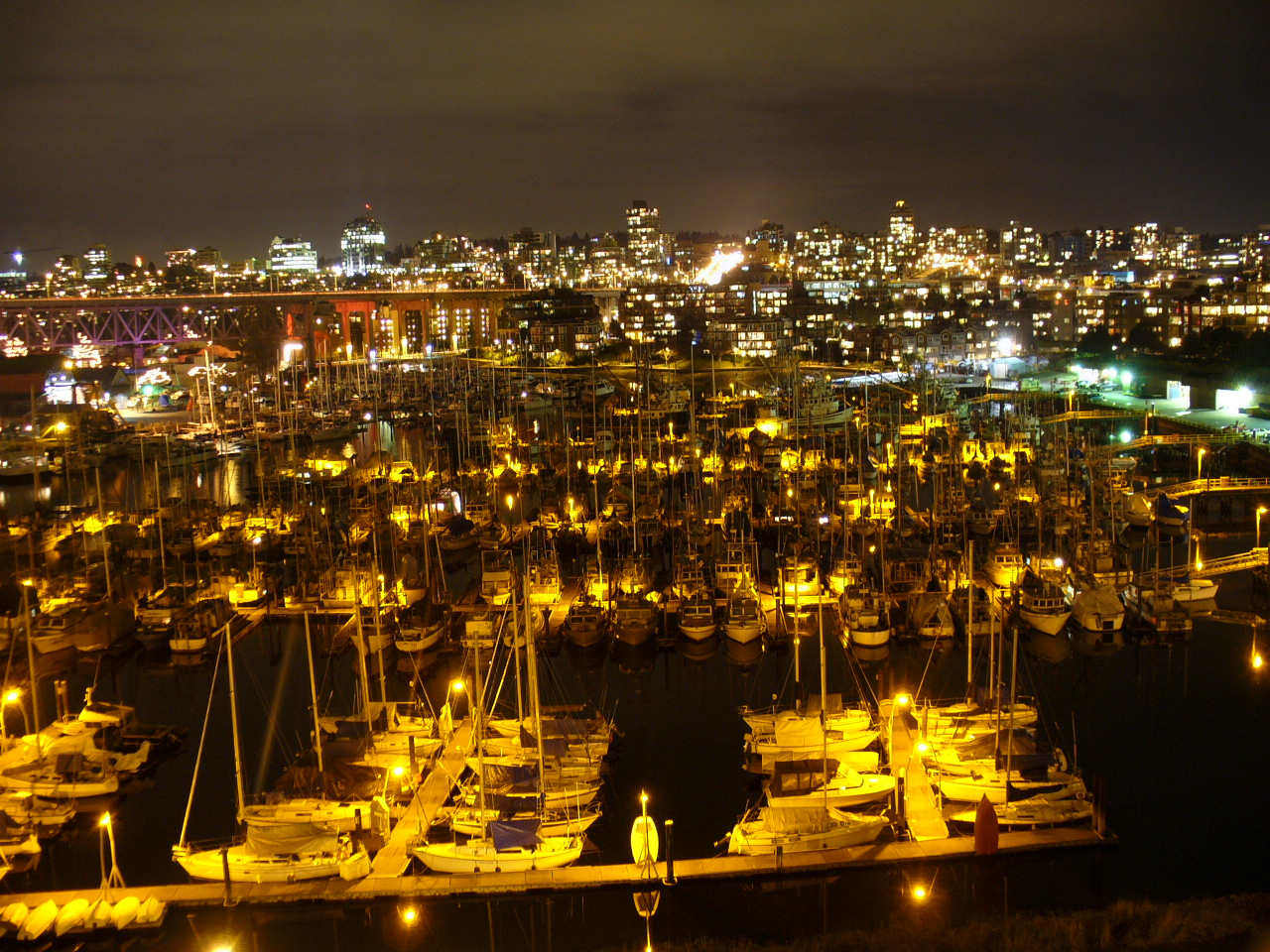
Een Verlicht Granville Island

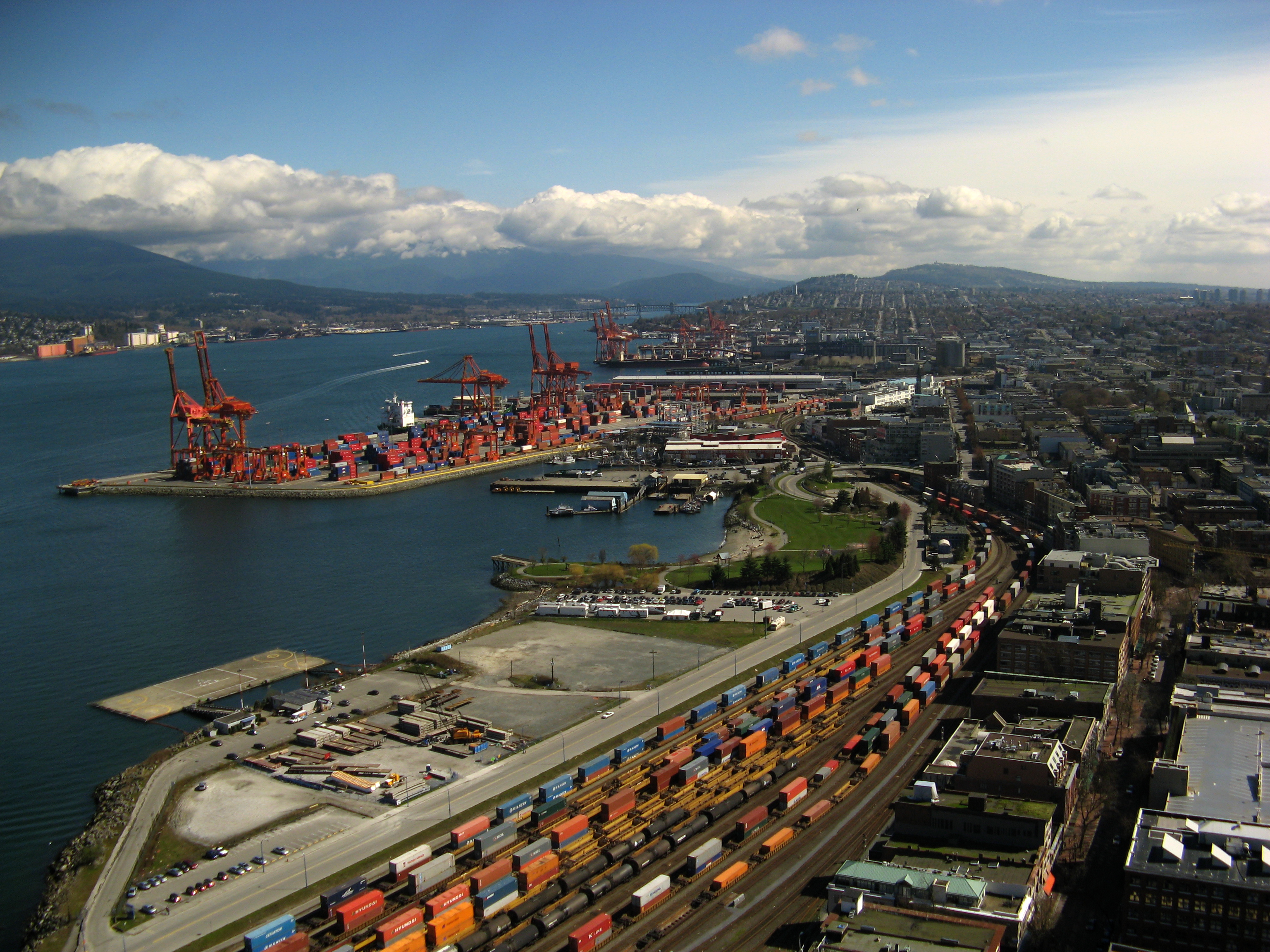
De haven van Vancouver

Vancouver is een van Canada's belangrijkste industriële centra, onder meer door zijn gunstige ligging aan de Grote Oceaan. In de haven van de stad, de grootste van Canada, wordt jaarlijks ter waarde van 43 miljard dollar verhandeld met 90 landen. In de afgelopen jaren is de stad ook belangrijker geworden voor softwareontwikkelaars, biotechnologie en met name de filmindustrie.
De prachtige omgeving van Vancouver maakt de stad een interessante toeristische bestemming. Bezoekers worden meestal aangetrokken door de unieke combinatie van het brede culturele aanbod in deze kosmopolitische stad en de besneeuwde bergen, regenwouden en ruige kusten in de directe omgeving. Een andere toeristische trekpleister is Granville Island, een klein eilandje naast Downtown, waar een grote markt is gevestigd. Ook de walvistours door de Straat van Georgia en de nabijgelegen Capilano Suspension Bridge, een echte hangbrug over een ravijn zijn zeer populair. Buiten dat, bezoeken jaarlijks zo’n 1 miljoen toeristen Vancouver 'en route' op een cruise schip, meestal op weg naar Alaska.

## Verkeer en vervoer

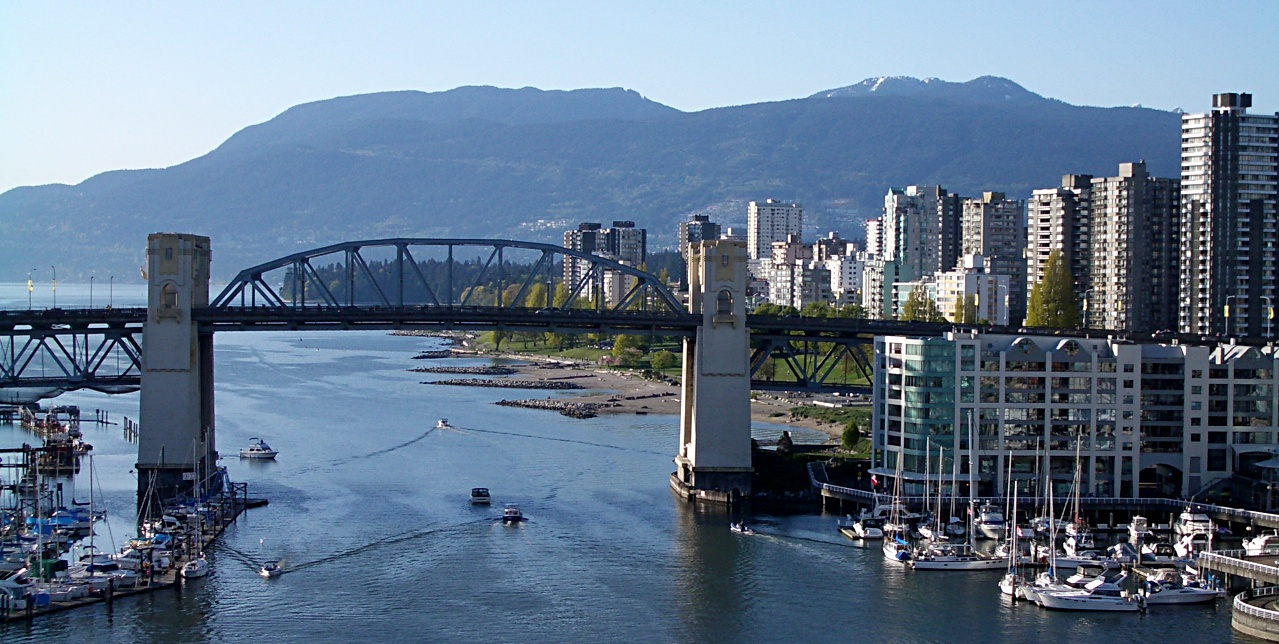
De Burrard Street Bridge

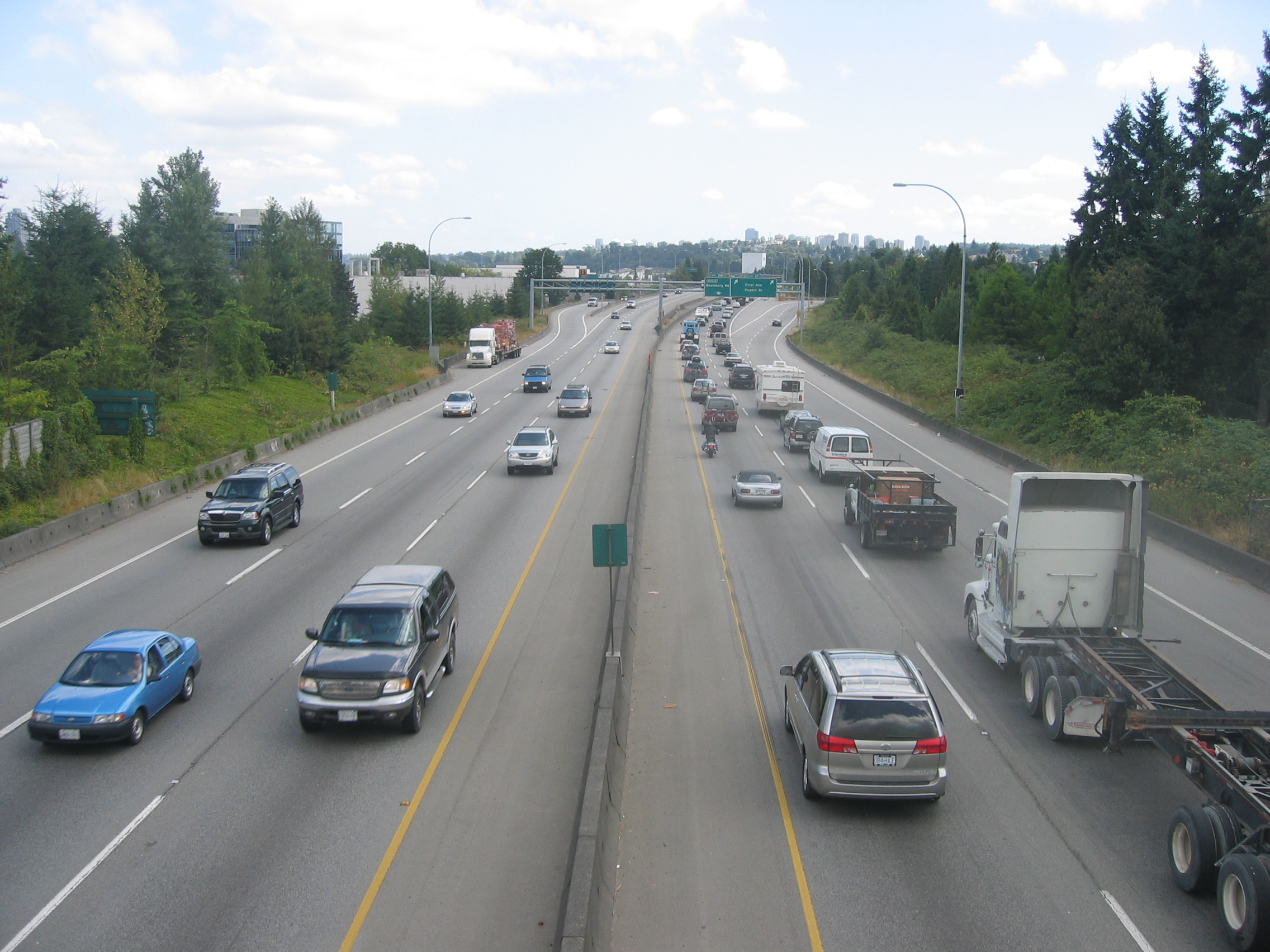
De Trans-Canada Highway, ook wel de Highway 1

In de jaren 80 werden in Vancouver geen snelwegen aangelegd vanwege een langetermijnplan waar in dit was verboden. Er is maar één snelweg, de Highway 1 die de stad aan de oostkant doorkruist.
TransLink is het transportbedrijf dat verantwoordelijk is voor zowel het autoverkeer als het openbaar vervoer van Vancouver en omgeving. De eerste trolleybus verscheen in 1948 en verving tot 1955 in het centrum de trams van de Britse Elektrische Spoorweg van Colombia. Het bedrijf opereert naast 13 trolleybuslijnen een groot aantal gewone buslijnen, een passagiersferry (SeaBus), drie metrolijnen (de SkyTrain) en het stoptreintraject dat bekendstaat als de West Coast Express. Het eindstation van deze vervoermiddelen is het Waterfront Station in het centrum van de stad.
Treinen naar andere steden vertrekken vanaf het Pacific Central Station, onder andere naar Seattle en Toronto, maar die treindiensten worden geëxploiteerd door VIA Rail en Amtrak.
Vancouver heeft zijn eigen internationale vliegveld, simpelweg Vancouver International Airport genaamd, dat ligt op het eiland Sea Island in de voorstad Richmond. Het is het op een na drukste vliegveld van Canada, en de op drie na grootste internationale luchthaven van de Noord-Amerikaanse westkust (na Los Angeles, San Francisco en Seattle). Vanuit Vancouvers vliegveld vertrekken dagelijks een groot aantal vluchten naar Azië, het is dan ook een van de belangrijkste verkeersknooppunten voor de luchtvaart tussen Azië en Noord-Amerika.

## Kunst en cultuur

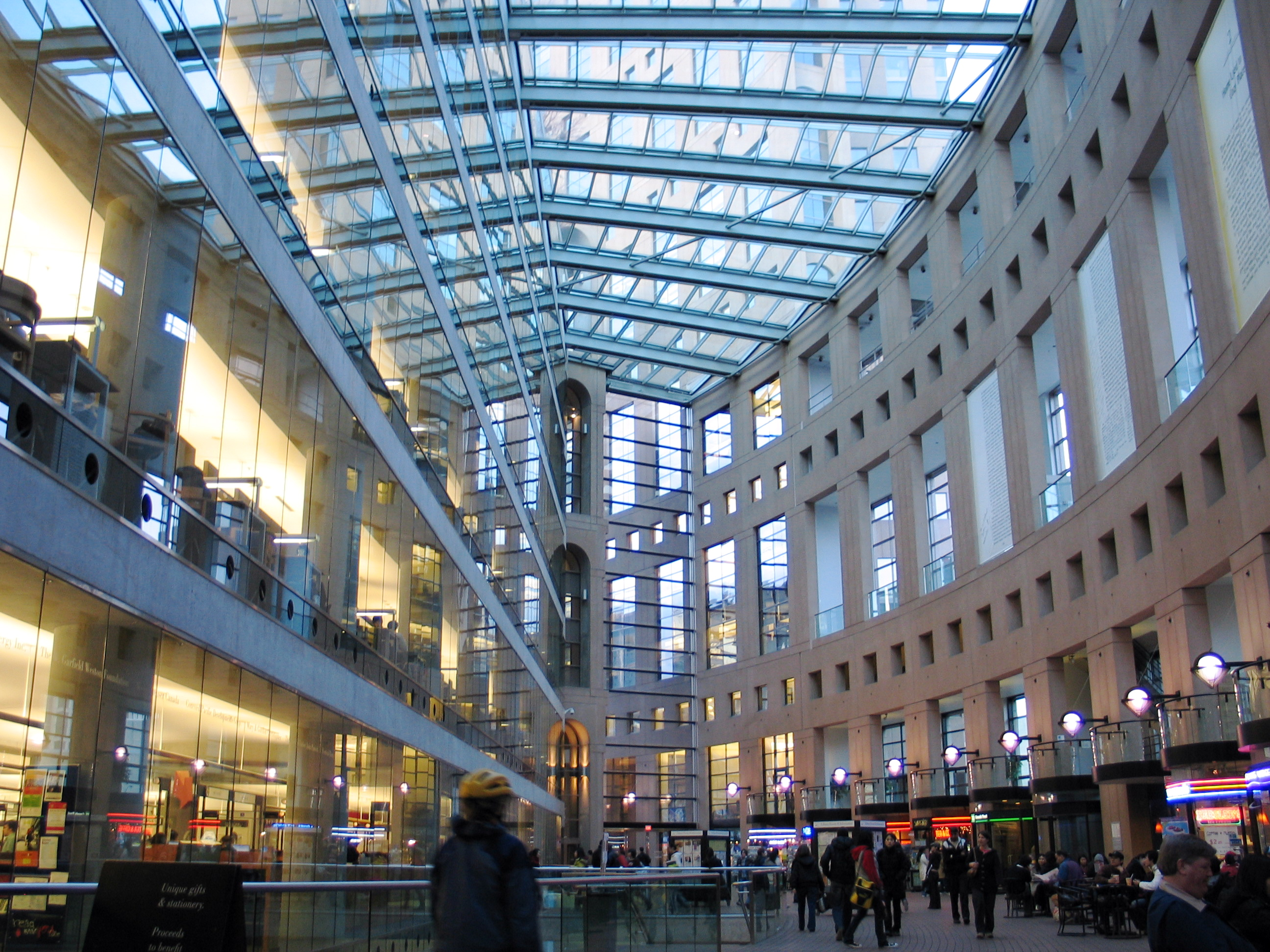
De bibliotheek van Vancouver

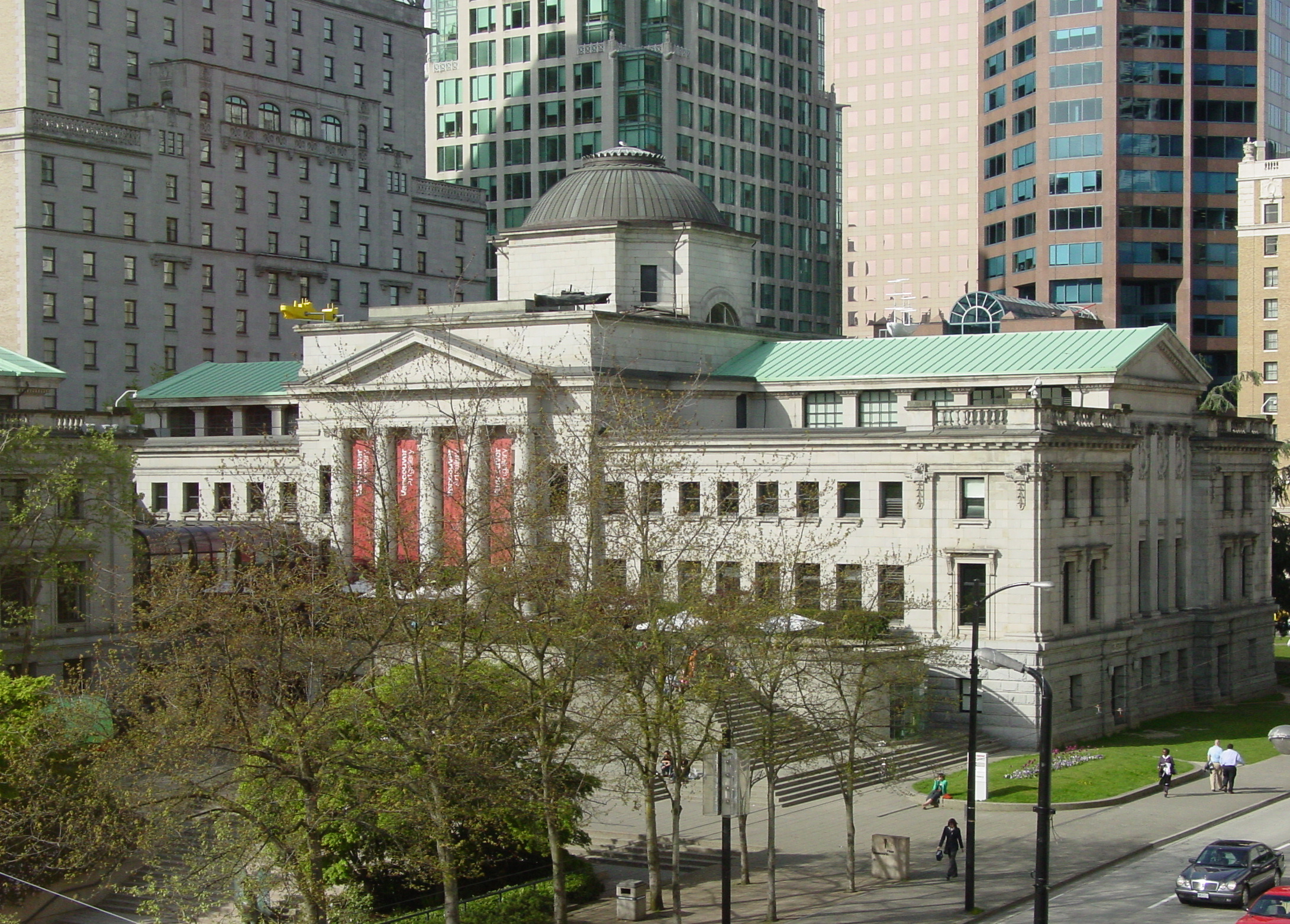
Vancouver Art Gallery

Vancouver beschikt over een behoorlijk aantal musea en galerijen. De Vancouver Art Gallery heeft een permanente collectie met meer dan 7.900 items waaronder een groot aantal werken van de beroemde Emily Carr. Het Vancouver Maritime Museum is een scheepvaartmuseum met als hoogtepunt de "St. Roch", een historisch arctisch ontdekkingschip. Het Museum of Anthropology at UBC van de Universiteit van Brits-Columbia is het grootste van Canada, en bevat een enorm aantal objecten van de "Native Americans", de oorspronkelijke bewoners van British Columbia. Buiten dat heeft de stad een van de meest spectaculaire aquaria ter wereld, met een groot aantal witte dolfijnen, exotische vissen, en gigantische zeesterren.
Elk jaar worden er in de stad twee wereldwijd bekende festivals gehouden; het Fringe Festival en het Vancouver International Film Festival.
In de VanDusen Botanical Garden bevindt zich een beeldenpark met sculpturen van het Vancouver International Stone Sculpture Symposium 1975.

## Media
De belangrijkste kranten van Vancouver zijn de The Vancouver Sun en The Province, allebei gepubliceerd door Pacific Newspaper Group Inc.. Andere belangrijke dagbladen zijn 24 hours, Metro en de Vancouver Courier. Onafhankelijke kranten zijn The Georgia Strait en de West Ender. De tv-stations van Vancouver zijn CBC, CityTV, CTV, Channel M en Global TV.

## Sport
IJshockeyclub Vancouver Canucks is het belangrijkste sportteam van de stad en speelt in de National Hockey League. Daarnaast speelt voetbalclub Vancouver Whitecaps FC in de Major League Soccer. 
Vancouver was in 2010 gastheer van de Olympische Winterspelen, in samenwerking met het nabijgelegen Whistler. Deze winterspelen waren voor het thuisland zeer succesvol, omdat Canada het medailleklassement won. 

## Stedenbanden
Vancouver was een van de eerste steden van Canada die meedeed aan het internationale partnerstedenproject, genaamd Town twinning. Vancouver heeft speciale afspraken en banden op het gebied van culturele, sociale en economische samenwerking met de volgende steden:
- Odessa (Oekraïne), sinds 1944
- Yokohama (Japan), sinds 1965
- Amsterdam (Nederland) , sinds 1975
- Edinburgh (Verenigd Koninkrijk), sinds 1978
- Guangzhou (China), sinds 1985
- Los Angeles (Verenigde Staten), sinds 1986
- Latacunga (Ecuador), sinds 2005
- Seoel, (Zuid-Korea), sinds 2007
- Rio de Janeiro (Brazilië), sinds 2010

## Bekende inwoners van Vancouver

### Geboren
- Percy Williams (1908-1982), atleet
- John Ireland (1914-1992), theateracteur, filmacteur en regisseur
- Ann Rutherford (1917-2012), actrice
- William Hardy McNeill (1917-2016), historicus
- Yvonne De Carlo (1922-2007), actrice
- Wally Fawkes (1924-2023), jazzklarinettist en cartoonist
- Ian Hacking (1936-2023), filosoof
- Barbara Parkins (1942), actrice
- Jeff Wall (1946), fotograaf, kunsthistoricus en beeldend kunstenaar
- Winston Rekert (1949-2012), acteur en regisseur
- Jennifer Granholm (1959), Amerikaanse juriste en politica
- Wayne van Dorp (1961), ijshockeyer
- Alex Stieda (1961), wielrenner
- Teryl Rothery (1962), (stem)actrice
- Lori Fung (1963), ritmisch gymnaste
- Merrilyn Gann (1963), (stem)actrice
- Robbi Chong (1965), actrice
- Gordon Currie (1965), acteur, filmregisseur, filmproducent, scenarioschrijver en filmeditor
- Brian Walton (1965), wielrenner
- Chris Gifford (1966), hockeyer
- Joe Sakic (1969), ijshockeyer
- Michael Benyaer (1970), (stem)acteur
- Michael Shanks (1970), acteur
- Ryan Reynolds (1976), acteur
- Joshua Jackson (1978), acteur
- Mark Hildreth (1978), (stem)acteur en muzikant
- Rossif Sutherland (1978), acteur
- Carly Pope (1980), actrice
- Lauren Lee Smith (1980), actrice en fotomodel
- Mercedes McNab (1980), actrice
- Hayden Christensen (1981), acteur
- Katharine Isabelle (1981), actrice
- Justin Rain (1981), acteur
- Brandon Jay McLaren (1982), acteur, filmproducent en scenarioschrijver
- Seth Rogen (1982), acteur, komiek en schrijver
- Cobie Smulders (1982), actrice
- Noel Fisher (1984), acteur
- Serinda Swan (1984), actrice
- Dylan Hughes (1985), voetballer
- Mackenzie Davis (1987), actrice
- Jacob Lensky (1988), voetballer
- Julia Murray (1988), freestyleskiester
- Jenna Talackova (1988), model
- Mira Leung (1989), kunstschaatsster
- Brandon Bonifacio (1989), voetballer
- Kacey Rohl (1991), actrice
- Avan Jogia (1992), acteur en zanger
- Alexander Ludwig (1992), acteur
- Sarah Desjardins (1994), actrice
- Kierra Smith (1994), zwemster
- Yuki Tsubota (1994), freestyleskiester
- Julia Sarah Stone (1997), actrice
- Evan Bird (2000), acteur
- Graham Verchere (2002), acteur
- Finn Wolfhard (2002), acteur
- Dylan Kingwell (2004), acteur
- Momona Tamada (2006), actrice
- Gordon Cormier (2009), acteur

### Overleden
- E. Pauline Johnson (1861-1913), dichteres